# Варшавский медицинский университет
Варшавский медицинский университет (пол. Warszawski Uniwersytet Medyczny) — крупнейший польский медицинский университет, в котором проводится обучение студентов по 14 специальностям, а также проводится последипломное обучение, докторантура, курсы специализации и совершенствования. В вузе обучается более 10 000 студентов, в том числе более 700 иностранцев. В университете работает около 1700 научно-педагогических работников, в том числе 167 профессоров. Согласно вебометричному рейтингу университетов мира на январь 2016 университет с количеством цитирований 24327 находится на 1101 месте в мире.

## История
Варшавский медицинский университет является одним из старейших высших медицинских учебных заведений Польши. В 2009 году учебное заведение отметил 200-летие медицинского образования в Варшаве.

### В период раздела Польши
История университета берет свое начало в 1809 году, когда по инициативе ряда врачей — Августа Вольффа, Гиацинта Дзярковского, Юзефа Чекерского и Францишка Брандта, а также аптечного эксперта Юзефа Целинского, основана Медицинская академию. В 1816 году академия преобразована в медицинский факультет Варшавского университета. Университет функционировал до 1831 года, когда после Ноябрьского восстания правительство царской России ликвидировал все высшие учебные заведения на территории Королевства Польского. Обучение в высшем медицинском учебном заведении в Варшаве прервалось на 26 лет, а профессиональное и научное развитие врачебного сообщества обеспечивало в это время Варшавское общество врачей и Медицинский совет Королевства Польского.
Вспышки последующих эпидемий и отсутствие необходимого количества врачей вынудили захватчиков принять решение о создании медицинского университета. Сначала в 1857 году была создана Медико-хирургическая академия, продолжившая традиции медицинского факультета Варшавского королевского университета, а затем в 1862 году академия была включена в состав Варшавской главной школы как медицинский факультет.
После Январского восстания начинается усиление русификации образовательных учреждений Польши, в том числе и Варшавской главной школы. В 1869 году был основан Императорский Варшавский университет с медицинским факультетом, в котором единственным языком преподавания был русский, а вместо местных польских преподавателей часто присылали россиян. Это привело к этому, что университет бойкотировала патриотическая польская молодежь, которая выбирала для обучения Дерптский или Петербургский университеты.

### В период Второй Речи Посполитой
Возрождение медицинского образования в Варшаве стало возможным только в начале Первой мировой войны, когда в 1915 году Варшава перешла под контроль немецких войск. Одним из самых преданных организаторов нового Варшавского университета в то время был врач и общественный деятель Йозеф Брудзинский, который стал первым ректором возродившегося университета.
До создания в 1916 году самостоятельного медицинского факультета, в течение первых 10 месяцев работы университета, преподавание медицины велось на подготовительном и медицинском отделении факультета математики и естественных наук. Первым деканом медицинского факультета Варшавского университета был профессор Леон Крыньски. Преподавательский состав факультета составляли как профессора, практиковавших в Варшаве, так и преподаватели учебных заведений. которые перебрались в Варшаву из других городов, в частности Кракова и Львова. Некоторые из них пренебрегли своей карьерой на прежнем месте работы для создания с нуля варшавской высшей медицинской школы. Среди них был известный польский терапевт Владислав Глузиньский, который перед первой мировой войной был деканом медицинского факультета, а позже ректором Львовского университета.
Возрожденный университет создал в своей структуре отдельный отдел по обучению фармацевтов. Сначала в 1915 году были созданы фармацевтические курсы, которые с 1917/18 учебного года были переименованы в Фармацевтический колледж. В 1920 году колледж был преобразован в фармацевтический факультет медицинского факультета. 26 января 1926 распоряжением министра вероисповеданий и образования в Варшавском университете создан первый в Польше отдельный фармацевтический факультет. Его деканом был профессор Владислав Мазуркевич.
В 1920 году в Варшаве был основан Государственный стоматологический институт для повышения квалификации стоматологов. Однако, этот институт не имел всех прав высшего учебного заведения, и в своей образовательной деятельности он опирался на медицинский факультет Варшавского университета. Коллектив факультета дополнял профессорско-преподавательский состав института и являлся гарантией высокого уровня образования. В 1933 году этот университет был переименован в Академию стоматологии. Он действовал до 1949 года, когда был включен в состав медицинского факультета Варшавского университета в качестве стоматологического отделения.

### Образование во время Второй мировой войны
Во время Второй мировой войны работал тайный медицинский факультет, который частично работал по программе «Частное профессионально-техническое училище вспомогательного санитарного персонала» под руоководстовом доктора Яна Заорского (пол. Prywatna Szkoła Zawodowa dla Pomocniczego Personelu Sanitarnego dr. Jana Zaorskiego, нем. Private Fachschule für Sanitares Hilfspersonal Dr. Jan Zaorski). Занятия проводились в университетских корпусах (ул. Краковское предместье 26/28, здание кафедры физиологической химии и физиологии) и в больницах Варшавы..
Студенты и врачи помогали раненым и участвовали в боях во время Варшавского восстания. Во время войны варшавская медицина понесла большие потери — из 23 профессоров выжило только одиннадцать, а также погибло множество врачей, медсестер и студентов.

### Послевоенное время
В 1950 году, после объединения выделенных из состава Варшавского университета медицинского и фармацевтического факультетов, а также присоединения к ним Стоматологической академии, создано самостоятельное учебное заведение — Варшавская медицинская академия. В ней работали или учились целая плеяда врачей, которые стали гордостью польской медицины: Людвик Гиршфельд, Ян Нелюбович, Тадеуш Орловский, Збигнев Релига, Ксаверы Ровиньский, Титус Халубинский. 22 марта 2008 учебное заведение переименован в Варшавский медицинский университет согласно постановлению правительства от 23 января 2008 года..

## Факультеты
На факультетах ведется научно-исследовательская и преподавательская деятельность в следующих областях: медицина, фармацевтика и здравоохранение.
Факультеты Варшавского медицинского университета:
- Медицинский факультет с отделением обучение на английском языке и отделом физиотерапии
- Факультет медицины и стоматологии
- Фармацевтический факультет
- Факультет медицинских наук
- Медицинский факультет

Кроме того, учебную деятельность проводит Центр последипломного образования, который занимается обучением сертифицированных врачей, фармацевтов и магистров-специалистов в различных областях, связанных с медициной.
Медицинский факультет предлагает обучение в области медицины на польском и английском языках.
Факультет медицины и стоматологии дает образование по следующим направлениям:
- медицина и стоматология — исследования проводятся на польском и английском языках
- стоматологические методы
- гигиена полости рта

Фармацевтический факультет ведет обучение по следующим направлениям:
- медицинский аналитик
- аптека — исследования проводятся на польском и английском языках
- токсикология с элементами криминалистики

Факультет медицинских наук ведет обучение по следующим направлениям:
- диетология
- уход
- акушерство
- скорая медицинская помощь
- здравоохранение

Медицинский факультет предлагает обучение по следующим направлениям:
- аудиофонология со слуховым аппаратом
- электрорадиология
- физиотерапия
- общая и клиническая логопедия

Научные исследования
В Варшавском медицинском университете проводятся научные исследования по изучению патогенеза, диагностики, лечения, профилактики и оптимизации лечебного процесса с точки зрения возможности проведения превентивных мероприятий при развитии различных заболеваний, а также успешность лечения, изучение и оптимизация расходов на лечение заболеваний в различных областях медицины. В рамках этих исследований проводятся экспериментальные доклинические и клинические исследования по всем направлениям современной медицины, особенно так называемых «болезней цивилизации», лечение которых представляет не только существенную клиническую, но и серьезную экономическую проблему. Варшавский медицинский университет проводит научный обмен с университетами из большинства стран Европы, в частности Германии, Франции, Швеции, Нидерландов, Австрии, Великобритании. Развивается научный обмен не только с европейскими университетами, но и с университетами США, Китая, Индии, Японии.

## Библиотека
Главная библиотека Варшавского медицинского университета сохраняет библиотечные материалы и обеспечивает доступ к ним студентам, работникам учебного заведения и всем желающим лицам. Библиотека выполняет учебную, научную, обслуживающую функции, а ее главными задачами являются обработка, хранение, обеспечение доступа к материалам библиотеки, как печатных изданий, так и записанных на электронных носителях информации, обеспечение широкого доступа к информации о национальных и международных достижения в медицине и других родственных науках, регистрация научных работ сотрудников университета, возможность доступа к самым современным поисковых систем и новейшей научной информации с помощью электронных медицинских баз данных. Библиотечный фонд составляет более 300 000 экземпляров печатных книг, а также более 33 000 электронных книг, а также 134 000 экземпляров периодических изданий, преимущественно на польском и английском языках.